# Palazzo del Bargello

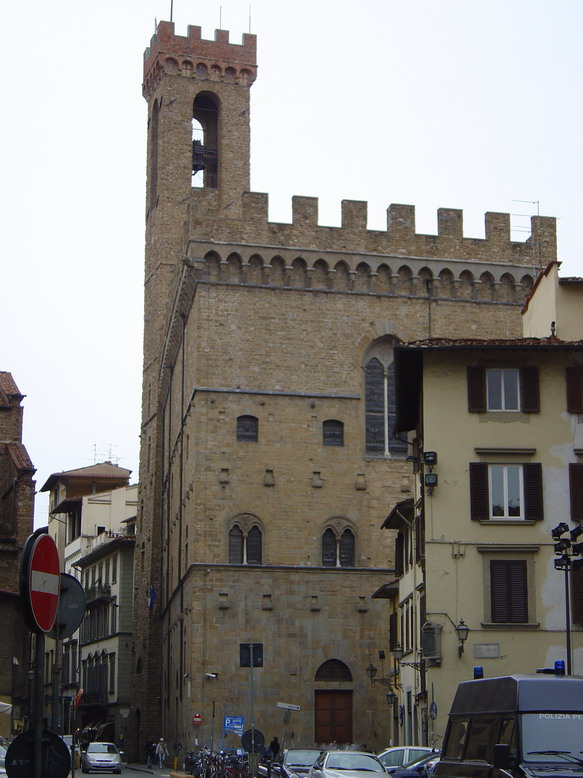
Palazo del Bargello

Palazzo del Bargello – pałac we Florencji z 1255 r.; początkowo siedziba trybuna ludowego.
W latach późniejszych w jego pomieszczeniach mieścił się urząd rady sądowniczej i podesty, czyli naczelnika administracji i wojska (Palazzo del Podesta). Od 1574 pałac stał się siedzibą prefekta policji. Jego obecna nazwa związana jest z nazwiskiem prefekta.
Pałac to budowla zwieńczona blankami, które podparte są z zewnątrz arkadowymi konsolami z przylegającą wysoką wieżą. Skrzydła pałacu rozplanowano wokół wewnętrznego dziedzińca, który z trzech stron obiegają arkadowe krużganki. W XIV wieku dobudowano górne piętro loggii i zewnętrzne schody umożliwiające do nich dostęp. Ściany dziedzińca zdobią liczne herby prefektów policji i sędziów.
W 1859 r. w pomieszczeniach pałacu umieszczono zbiory Muzeum Narodowego (Museo Nazionale del Bargello), w którym zgromadzono bogatą kolekcję rzeźb renesansu.
Na wystawie można oglądać m.in. dzieła:
- Baccio Bandinellego (popiersie Kosmy I);
- Bartolomeo Ammanatiego (Leda z łabędziem, Parnas, Zwycięstwo);
- Giambologny (Merkury, Indyk);
- Tina di Camaino (Madonna z Dzieciątkiem, Anioł);
- Nicola Pisana (Madonna ze świętym Piotrem i Pawłem);
- Michała Anioła Buonarrotiego (Bachus, Brutus, Dawid/Apollo, Tondo Pitti (madonna));
- Donatella (Dawid – rzeźba z marmuru i rzeźba z brązu, Amor Attis, św. Jerzy, św. Jan, Alegoryczna figurka chłopca);
- Jacopo Sansovina (Bachus, Madonna z dzieciątkiem);
- Gianlorenzo Berniniego (popiersie Costanzy Bonarelli)
- Filippo Brunelleschiego (Ofiara Izaaka)
- Andrei del Verrocchio (Portret kobiety, Dawid)

W kaplicy Podesty na ścianach znajdują się freski Giotta, a w Sali Podesty zgromadzono dzieła sztuki złotniczej i emalierskiej od czasów średniowiecza do XV wieku. W muzeum umieszczona jest także kolekcja dzieł islamskiej i europejskiej sztuki użytkowej oraz rzeźby z kości słoniowej.